# Solignac
Solignac (tiếng Occitan: Solenhac) là một xã của tỉnh Haute-Vienne, thuộc vùng Nouvelle-Aquitaine, miền trung nước Pháp.